# Chapelle Notre-Dame-de-Grâce de Grenelle
Pour l’article homonyme, voir Notre-Dame-de-Grâce (homonymie).
La chapelle Notre-Dame-de-Grâce de Grenelle est une chapelle catholique située dans le quartier de Grenelle à Paris (15e arrondissement) au numéro 6 de la rue Fondary. Elle appartient à la province de France des Religieux de Saint Vincent de Paul qui la desservent.

## Architecture
La chapelle a été construite en 1860-1861 et sa dédicace a eu lieu le 8 décembre 1861 en la fête de la Nativité de la Vierge. Elle est de style néo-roman. La façade forme un mur-pignon avec un grand oculus au-dessus du portail qui est à voussures à plein cintre. Un petit clocher, couvert d'une toiture basse en pavillon, flanque le côté droit de la façade.

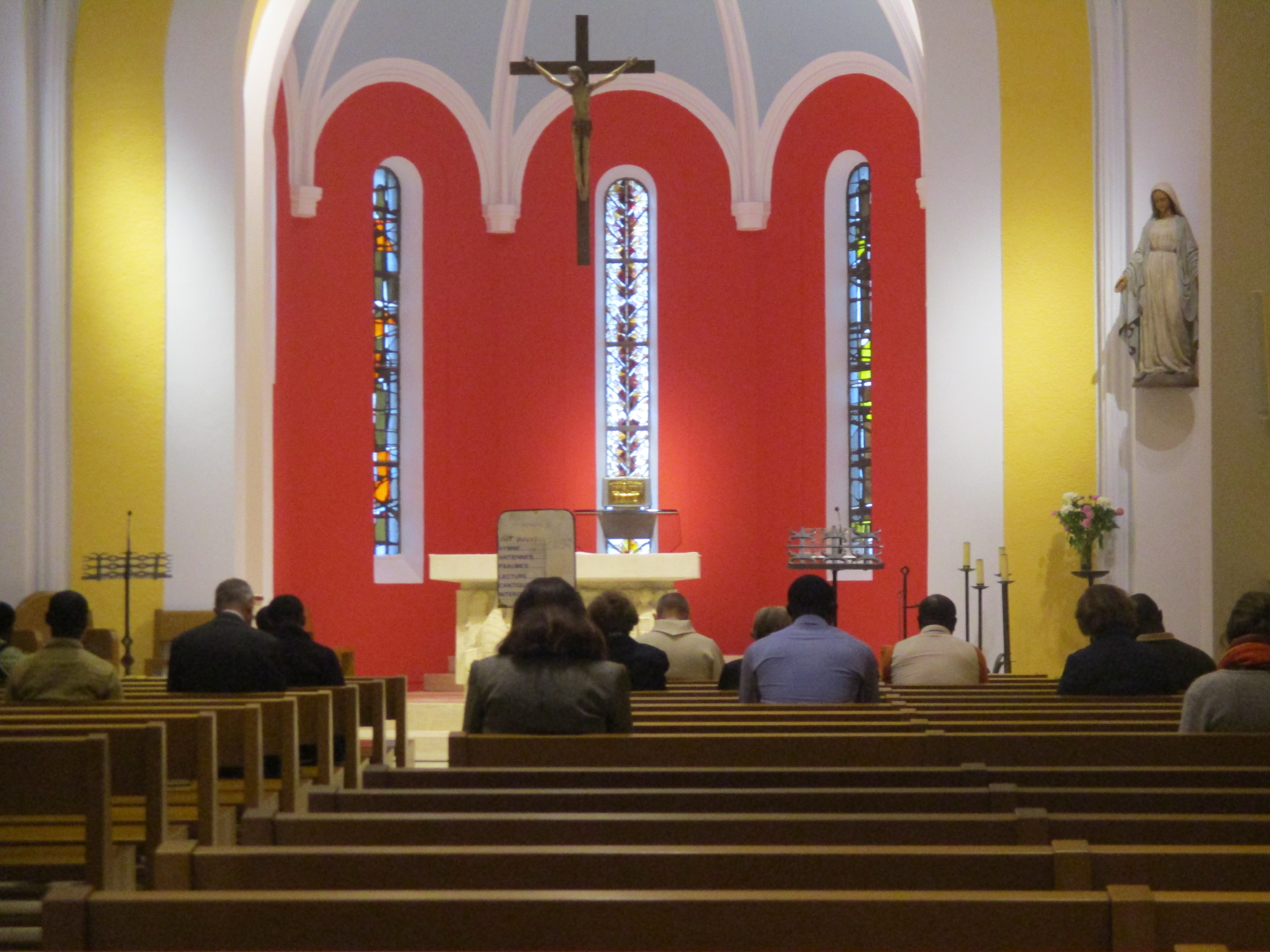
Intérieur de la chapelle Notre-Dame-de-Grâce de Grenelle.
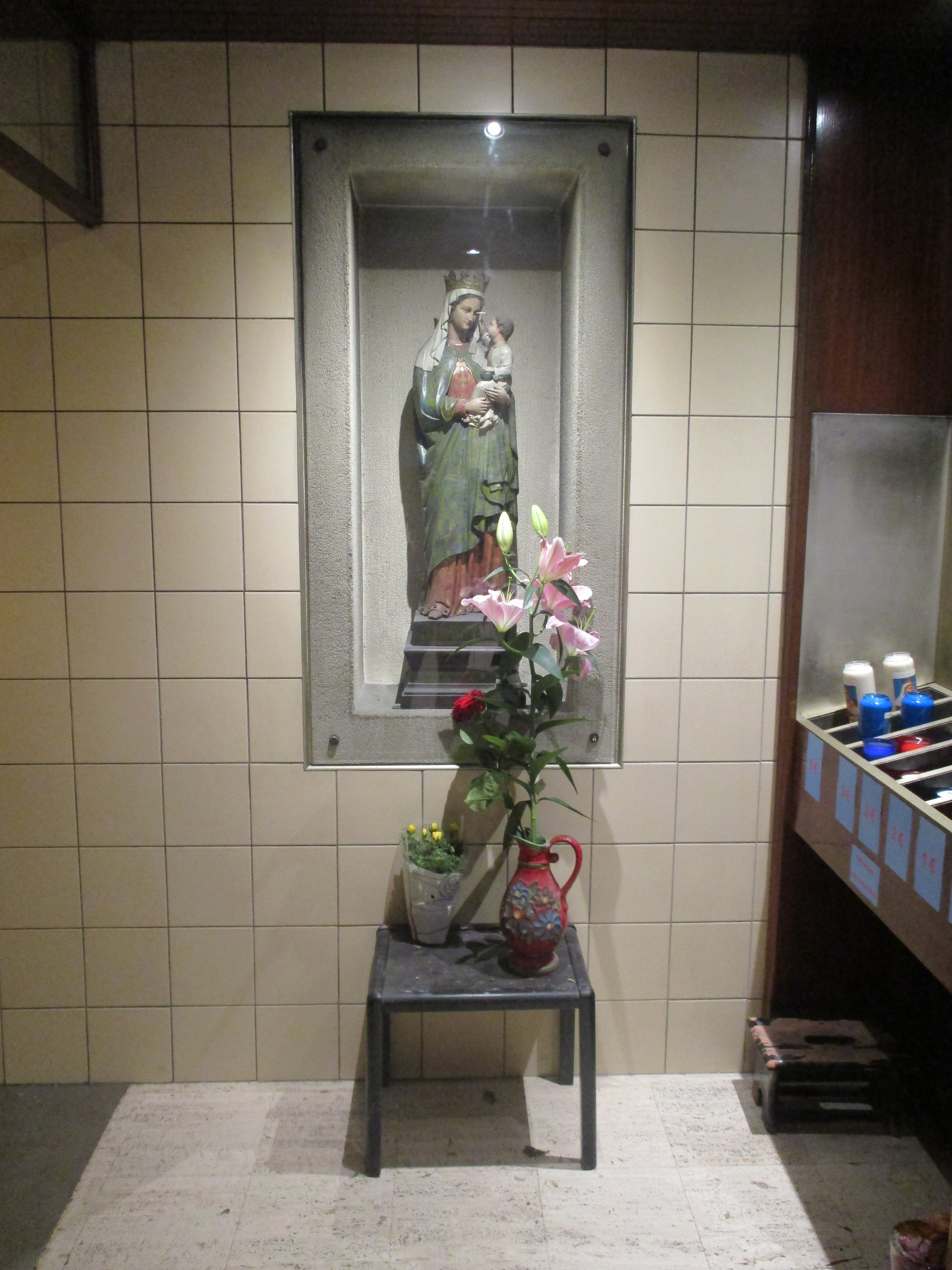
Statue de Notre-Dame de Grâce dans le narthex.

## Histoire
La chapelle est consacrée en 1861. Elle regroupe alors le cercle catholique d'ouvriers. L'abbé Pierre-Victor Braun a fondé ici en 1866 la congrégation des Servantes du Sacré-Cœur de Jésus de Versailles. Les vêpres y sont chantées tous les jours avant la messe en semaine de 19 heures. Les confessions sont assurées le jeudi de 19h30 à  21h30 et le samedi de 17h à 18h.